# 曼納海姆公園

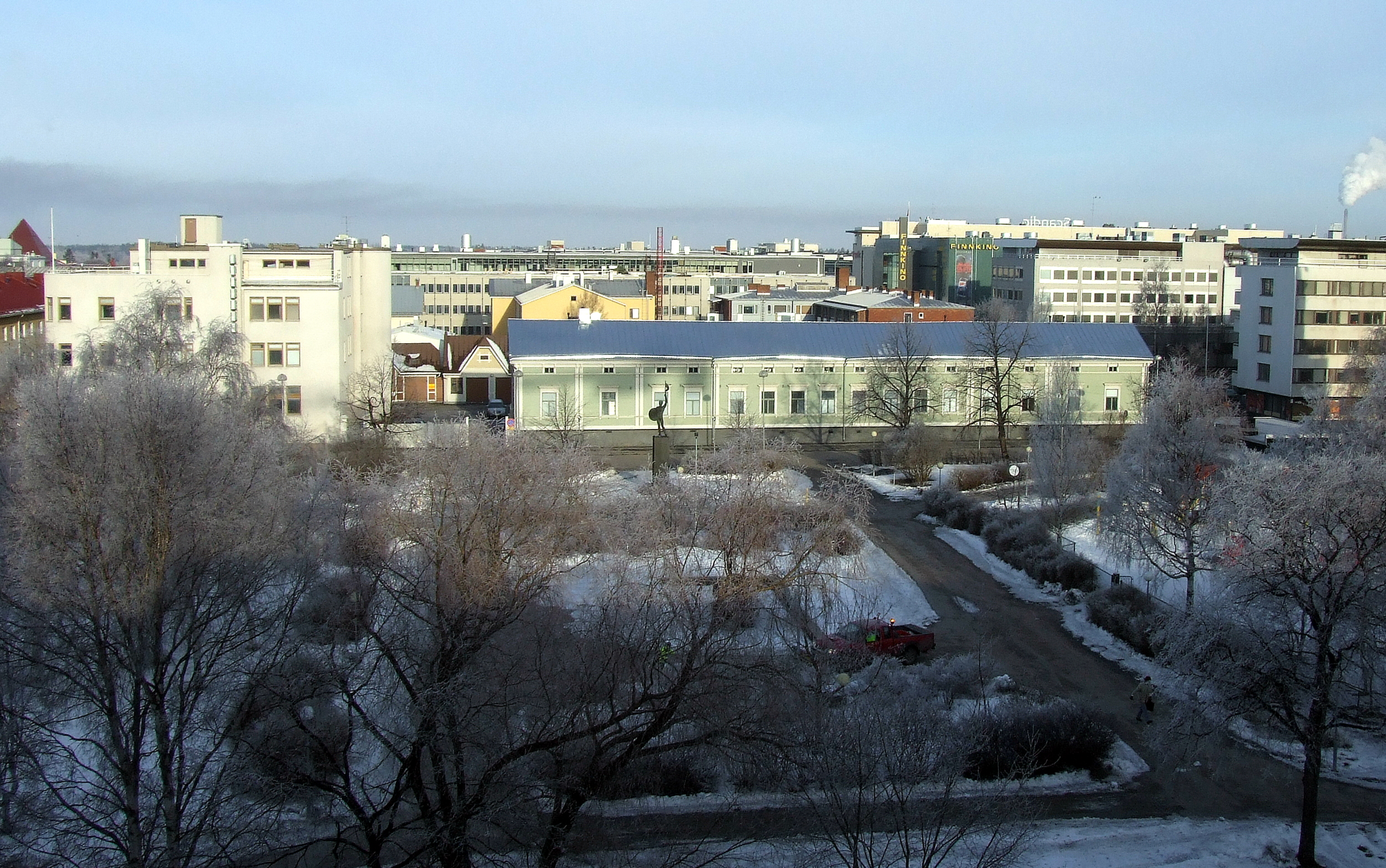
曼納海姆公園

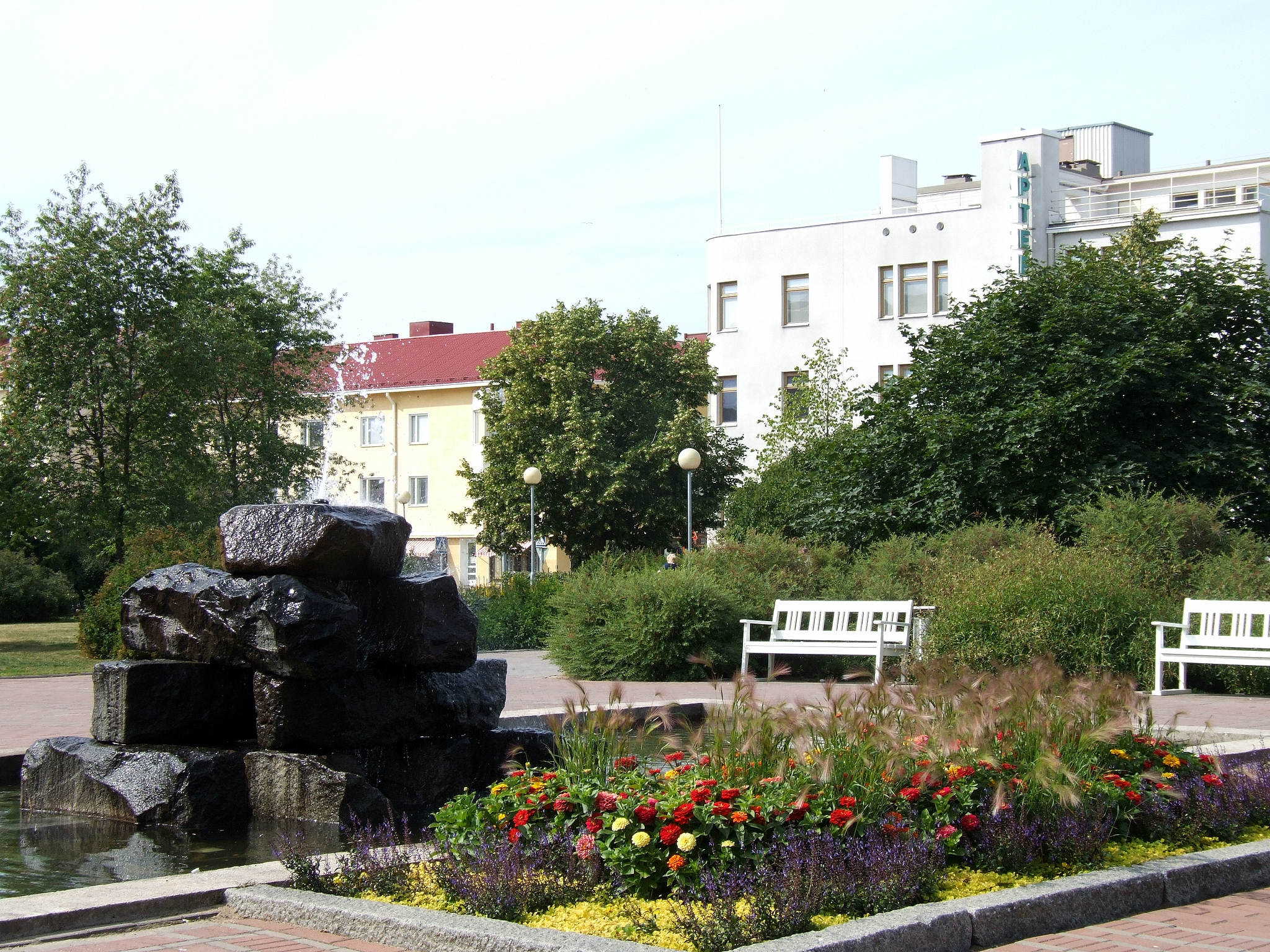
曼納海姆公園（攝於2006年）

曼納海姆公園（芬蘭語：Mannerheimin puisto），是一座位於芬蘭奧盧的小型都市公園，擁有一座花崗岩磚砌成的噴水池與數座長椅。是許多市民閒暇時的去處。公園臨近KELA（社會服務）大樓。
1942年為慶祝卡爾·古斯塔夫·埃米爾·曼納海姆75歲生日，公園以曼納海姆的名字命名。

## 外部連結
维基共享资源上的相關多媒體資源：曼納海姆公園
65°0′34″N 25°28′5″E / 65.00944°N 25.46806°E